# Scott Z. Burns
Scott Z. Burns (* 1962 in Golden Valley, Minnesota) ist ein US-amerikanischer Drehbuchautor, Filmregisseur und Filmproduzent.

## Leben
Burns wurde 1962 in Golden Valley, Minnesota geboren. Im Jahr 1985 schloss er sein Studium an der University of Minnesota ab. Seit 2006 tritt er als Regisseur, Produzent und Drehbuchautor für Film und Fernsehen in Erscheinung. Sein Schaffen umfasst rund ein Dutzend Produktionen. 
Er lebt derzeit in Los Angeles.

## Filmografie (Auswahl)
Als Drehbuchautor
- 2006: The Half Life of Timofey Berezin
- 2007: Das Bourne Ultimatum (The Bourne Ultimatum)
- 2009: Der Informant! (The Informant!)
- 2011: Contagion
- 2013: Side Effects – Tödliche Nebenwirkungen (Side Effects)
- 2018: Vor uns das Meer (The Mercy)
- 2019: The Report
- 2019: Die Geldwäscherei (The Laundromat)

Als Regisseur
- 2006: The Half Life of Timofey Berezin
- 2007: Californication (Fernsehserie, Episode 1x09)
- 2019: The Report
- 2019: The Loudest Voice (Miniserie, Episode 1x07)
- 2023: Extrapolations (Miniserie, Episode 1x01, 1x02, 1x06)

Als Produzent
- 2006: Eine unbequeme Wahrheit (An Inconvenient Truth)
- 2013: Side Effects – Tödliche Nebenwirkungen (Side Effects)
- 2018: Vor uns das Meer (The Mercy)
- 2019: The Report
- 2019: Die Geldwäscherei (The Laundromat)